# 椎名まこ
椎名 まこ（しいな まこ、年齢非公開11月8日 - ）は、日本の女優・タレント・MC・歌手・コラムニスト。旧芸名は椎名真子。

## 来歴
福岡生まれ、大阪育ち。日本大学芸術学部演劇学科演技コース入学・放送学科卒業。
幼少期は京都で時代劇を中心に子役として出演。映像の美しさ、人間洞察の面白さに目覚め、新旧問わずドラマや映画が好きになる。エンターテイメントの世界で仕事をしようと大学受験し上京。本格的な芸能活動を開始。ドラマや映画を中心に活動しながら、その他バラエティやラジオパーソナリティ、声優、MC と幅広く表現の場を広げた。
韓流ブームの初期の 2002 年より韓国の音楽や映画、ドラマに触れ、日韓を行き来し、文化人として韓国エンターテイメントの仕事に携わる。コラムを連載したり、インタビューやMCでは天然キャラの対談でスターの爆笑を誘った。活動の場は現在 欧米、アフリカまで広がりつつある。
2018年からは、映像演技を中心に映像作品に関わり、今までの様々な経験を生かして表現者の道を精進して行こうと決意。テレビメディアが好きで、ドラマや美術番組、情報番組まで日本と世界の架け橋文化人として、要人と交流しながら世界を知り、また、日本の文化の良さ、素晴らしさにも再認識する。
日本美術アカデミーで芸術文化を学び、芸術文化の振興と動物愛護活動、そして、チャリティーコンサートイベントなどの企画に携わり、文化活動をライフワークとしている。

## 略歴
- 1994年　NHK連続テレビ小説「ぴあの」山内京子役で連続ドラマデビュー。アイドルグループメンバー時代に、ラジオ、バラエティー番組にも出演。
- 1996年　TBSドラマ「若葉のころ」映画「BODY HUNTER」麗子役
- 1997年　TBSドラマ「友達の恋人」美里役
- 1998年　浅見光彦シリーズ「恐山殺人事件」等テレビドラマや映画に出演。声優としてはゲーム 「グローランサー 」でフェザリオン人の女王ステラ役で出演。写真集+CD「Fairy」発表。
- 1999年〜2005年 芸術関係の仕事に従事し芸能面から離れる。
- 2000年　以降、韓国の映画や音楽に魅せられ、韓国の表現文化のレベルの高さに感嘆し、興味を持つ。
- 2003年　この年からの韓国ドラマブームを研究し、来日する韓流スター関連の仕事のニーズに合わせてエンターテイメント関連の文化人として、日韓の架け橋の一人者となり活動。コラムの執筆やインタビュアーとしての仕事も行う。韓国語は主に独学で習得した。
- 2006年　KBS・JAPAN の番組紹介、提供アナウンスを担当。CM（JA ⻄日本地区)  商品名：「アラジン」
- 2006年　韓国（延世大学) 短期語学留学
- 2010年　この頃からのK-POP中心のステージでは、MCとして周囲の知るところとなる。
- 2017年　自律神経系の病と過労から失神し、凹凸のあるコンクリートの床に倒れ、顔面を複雑骨折、切傷を負い手術入院した。
- 2019年　UPS・アップスアカデミーにて再レッスン。本来の姿である女優業を中心に活動を戻し、アジア、欧米に活動範囲を広げている。
- 2020年 アジア国際青少年映画祭 総合 MC 日本初開催 審査委員⻑：河井真也氏
- 2021年 沖縄返還50周年記念映画に出演（沖縄県後援作品）
- 2021年9月〜 (一社)日本美術アカデミー理事・広報として世界の名画や葛飾北斎の真実を学び広報活動
- 2022年4月〜 (一社)甲府宝飾プロジェクト アンバサダー

## 映画
- 2024年1月12日公開「風が通り抜ける道 」イオンエンターテイメント、沖縄県後援